# Акала-саамски език
Акала-саамският език е мъртъв саамски език, който се е говорел в селата Аккел и Чукксуал на Колския полуостров в Русия.
Последният човек, който го е владеел, е Маря Сергина, която е починала през 2003 г. Този език е най-малко документираният саамски език.